# Ragnar Oratmangoen
Ragnar Anthonius Theodorus Oratmangoen (Oss, 21 januari 1998) is een Moluks-Nederlandse voetballer die doorgaans als middenvelder speelt voor FCV Dender. Oratmangoen debuteerde in 2024 in het Indonesisch voetbalelftal.

## Afkomst
Oratmangoen werd geboren in Oss en heeft Moluks-Nederlandse roots; zijn overgrootouders kwamen van de Tanimbar-eilanden in de Molukken, uit het dorp Awear. Dit dorp ligt iets hoger dan het eiland Larat. Op vijftienjarige leeftijd bekeerde hij zich tot de islam.

## Carrière

### N.E.C.
Oratmangoen werd geboren in Oss en ging voetballen bij TOP. Na de samenvoeging van de jeugdopleiding van  TOP Oss en NEC Nijmegen kwam hij in 2009, op 11-jarige leeftijd, terecht in de jeugdopleiding van N.E.C./FC Oss. In juni 2017 tekende hij een contract voor twee seizoenen bij N.E.C. Hij speelde in de zomer veel oefenwedstrijden waarin hij een aantal keer scoorde. Hij kreeg echter niet de kans in de competitie. Daarom werd besloten hem in de winter te verhuren.

### TOP Oss
Oratmangoen maakte in de winter van 2018 daarom voor een halfjaar de overstap naar FC Oss. Daar maakte hij op 12 januari 2018 zijn debuut in het betaalde voetbal. In de met 3-1 verloren wedstrijd tegen FC Volendam, werd hij er twaalf minuten voor het einde ingebracht voor Hüseyin Doğan. Een week later, op 19 januari, maakte hij zijn eerste doelpunt voor FC Oss. Hij scoorde als invaller de 2-0 tegen Jong FC Utrecht. Hij draaide in de voorbereiding op het seizoen 2018/19 weer mee bij N.E.C. maar werd medio augustus voor het seizoen wederom verhuurd aan TOP Oss, de nieuwe naam van FC Oss. Daar werd hij basisspeler en scoorde drie doelpunten in 30 competitiewedstrijden.

### SC Cambuur
Nadat Oratmangoen wegens gebrek aan perspectief in de voorbereiding op het seizoen 2019/20 teruggezet was naar Jong N.E.C., ging hij op 24 juli transfervrij naar SC Cambuur. Daar tekende hij een contract voor twee seizoenen met een optie op nog een seizoen. Met Cambuur werd hij kampioen van de Eerste divisie 2020/21. Hierna ging hij naar het eveneens naar de Eredivisie gepromoveerde Go Ahead Eagles.

### FC Groningen
Op 16 april 2022 werd Oratmangoen gecontracteerd door FC Groningen met ingang van seizoen 2022/2023. Hij tekende een contract voor drie jaar tot medio 2025 met een optie voor nog twee jaar. Op 7 augustus 2022 maakte hij zijn debuut in de thuiswedstrijd tegen FC Volendam. Hij kwam in de 67e minuut in het veld voor Ramon Pascal Lundqvist. Twee weken later stond hij voor de eerste keer als linksbuiten in het basiselftal. In de met 1-0 gewonnen thuiswedstrijd tegen zijn oude club Go Ahead Eagles. In het seizoen 2023/24 kwam hij alleen in actie in het uitduel met Jong FC Utrecht en maakte na 22 wedstrijden voor de Groninger club in het lopende seizoen de volgende stap in zijn voetbalcarrière. 
Hij werd voor het seizoen 2023/24 door FC Groningen verhuurd met optie tot koop aan Fortuna Sittard.
Nadat hij in de zomer van 2024 terugkeerde van een verhuurperiode, liet FC Groningen de Indonesische international transfervrij vertrekken naar de Belgische club FCV Dender, dat eigendom is van de Indonesische zakenman Sihar Sitorus.

### Fortuna Sittard
Oratmangoen is voor de rest van het seizoen 2023/24 door FC Groningen verhuurd met optie tot koop aan Fortuna Sittard.

### FCV Dender
Oratmangoen tekende voor 2 seizoenen bij FCV Dender. Op 16 oktober 2024 scoorde hij zijn eerste doelpunt voor zijn nieuwe club tijdens een 2-5 nederlaag tegen KV Mechelen.

## Clubstatistieken
| Seizoen                      | Club              | Competitie      | Competitie | Competitie | Beker | Beker | Totaal | Totaal |
| Seizoen                      | Club              | Competitie      | Wed.       | Dlp.       | Wed.  | Dlp.  | Wed.   | Dlp.   |
| ---------------------------- | ----------------- | --------------- | ---------- | ---------- | ----- | ----- | ------ | ------ |
| 2017/18                      | N.E.C.            | Eerste divisie  | 0          | 0          | 0     | 0     | 0      | 0      |
| 2017/18                      | → TOP Oss         | Eerste divisie  | 18         | 2          | 0     | 0     | 18     | 2      |
| 2018/19                      | → TOP Oss         | Eerste divisie  | 32         | 3          | 1     | 0     | 33     | 3      |
| 2019/20                      | SC Cambuur        | Eerste divisie  | 25         | 4          | 2     | 0     | 27     | 4      |
| 2020/21                      | SC Cambuur        | Eerste divisie  | 22         | 8          | 1     | 1     | 23     | 9      |
| 2021/22                      | Go Ahead Eagles   | Eredivisie      | 33         | 0          | 5     | 0     | 38     | 0      |
| 2022/23                      | FC Groningen      | Eredivisie      | 19         | 0          | 2     | 0     | 14     | 0      |
| 2023/24                      | FC Groningen      | Eerste divisie  | 1          | 0          | 0     | 0     | 1      | 0      |
| 2023/24                      | → Fortuna Sittard | Eredivisie      | 27         | 0          | 4     | 0     | 31     | 0      |
| 2024/25                      | Dender            | Eerste klasse A | 20         | 1          | 1     | 0     | 21     | 1      |
| Carrière totaal              | Carrière totaal   | Carrière totaal | 197        | 18         | 16    | 1     | 213    | 19     |
| Bijgewerkt op 16 maart 2025. |                   |                 |            |            |       |       |        |        |

## Interlandcarrière
In maart 2024 werd hij voor het eerst opgeroepen voor het Indonesisch voetbalelftal, die in die periode veel Nederlanders met een Indonesisch-Molukse achtergrond polste voor een overstap naar Indonesië. Op 26 maart 2024 maakte hij tegen Vietnam zijn debuut voor Indonesië, in een wedstrijd waar ook onder meer bekende Nederlandse Indonesiërs speelde als Jay Idzes, Nathan Tjoe-A-On en Thom Haye. Hij scoorde in die wedstrijd meteen zijn eerste interland-doelpunt, op aangeven van Tjoe-A-On.